# REO Speedwagon
REO Speedwagon – amerykański zespół rockowy.

## Historia
Początki zespołu datują się na rok 1967, a miejscem powstania było miasto Champaign w stanie Illinois w Stanach Zjednoczonych. Nazwa zespołu pochodzi od nazwy ciężarówki REO Speed Wagon produkowanej przez spółkę REO Motor Car Company.
Szczyt popularności REO Speedwagon przypada na lata 80. XX wieku. Należy on do grona czołowych zespołów amerykańskiego rocka tego okresu, takich jak: Boston, Foreigner, The Cars, Styx i Journey.
Wokalista zespołu, Kevin Cronin, wystąpił w 3. odcinku trzeciego sezonu serialu Ozark.

## Skład zespołu
Skład z roku 1980:
- Kevin Cronin – wokal, gitary, fortepian
- Gary Richrath – gitary, wokal
- Alan Gratzer – perkusja, chórki
- Neal Doughty – instrumenty klawiszowe, chórki
- Bruce Hall – gitara basowa, wokal

## Dyskografia

### Albumy studyjne
- 1971 – R E O Speedwagon
- 1972 – R.E.O./T.W.O.
- 1974 – Ridin' the Storm Out
- 1974 – Lost in a Dream
- 1975 – This Time We Mean It
- 1976 – R.E.O.
- 1978 – You Can Tune a Piano, But You Can't Tuna Fish
- 1979 – Nine Lives
- 1980 – Hi Infidelity
- 1982 – Good Trouble
- 1984 – Wheels Are Turnin'
- 1987 – Life as We Know It
- 1990 – The Earth, a Small Man, His Dog and a Chicken
- 1996 – Building the Bridge
- 2007 – Find Your Own Way Home
- 2009 – Not So Silent Night...Christmas with REO Speedwagon

### Albumy koncertowe
- 1977 – Live: You Get What You Play For
- 1978 – Live Again
- 2000 – Arch Allies: Live at Riverport
- 2001 – Live-Plus
- 2001 – Live-Plus 3
- 2001 – Extended Versions
- 2006 – Hi Infidelity Then Again...Live
- 2007 – XM Confidential

### Albumy kompilacyjne
- 1980 – A Decade of Rock and Roll 1970 to 1980
- 1985 – Best Foot Forward
- 1988 – The Hits
- 1991 – Keep On Loving You – Best (1978-86)
- 1991 – The Second Decade of Rock and Roll 1981 to 1991
- 1993 – Starbox
- 1995 – Believe in Rock and Roll
- 1995 – Hi Infidelity – Gold
- 1998 – Only The Strong Survive
- 1998 – Premium Best
- 1999 – The Ballads
- 2000 – The Best of REO Speedwagon – Take It on the Run
- 2001 – Take It on the Run
- 2001 – Simply the Best
- 2002 – Keep on Rollin'
- 2004 – The Essential REO Speedwagon
- 2005 – Rock Breakout Years: 1981
- 2006 – Collections
- 2008 – Playlist: The Very Best of REO Speedwagon

### Single
- 01/1972 – „Prison Woman"
- 06/1972 – „157 Riverside Avenue"
- 08/1972 – „Gypsy's Woman's Passion"
- 04/1973 – „Golden Country”
- 02/1974 – „Ridein' The Storm Out”
- 06/1974 – „Open Up"
- 04/1975 – „Throw The Chains Away"
- 08/1975 – „Out of Control"
- 11/1975 – „Headed For A Fall"
- 06/1976 – „Keep Pushin'”
- 11/1976 – „Flying Turkey Trot"
- 05/1977 – „Ridin' The Storm Out” (live) #94
- 06/1978 – „Roll With The Changes” US #58
- 07/1978 – „Time For Me To Fly” US #56
- 07/1979 – „Easy Money"
- 10/1979 – „Only The Strong Survive”
- 11/1980 – „Keep On Loving You” US #1
- 03/1981 – „Take It On The Run” US #5
- 06/1981 – „Don't Let Him Go” US #24
- 09/1981 – „In your Letter” US #20
- 06/1982 – „Keep The Fire Burnin'” US #7
- 08/1982 – „Sweet Time” US #26
- 10/1982 – „The Key"
- 10/1984 – „I Do Wanna Know” US #29
- 01/1985 – „Can′t Fight This Feeling” US #1
- 03/1985 – „One Lonely Night” US #19
- 07/1985 – „Live Every Moment” US #34
- 11/1985 – „Wherever You Going"
- 01/1987 – „That Ain't Love” US #16
- 05/1987 – „Variety tonight” US #60
- 07/1987 – „In My Dreams” US #19
- 09/1988 – „Here With Me” US #20
- 11/1988 – „I Don't Want To Lose You"
- 08/1990 – „Live It Up"
- 10/1990 – „Love Is A Rock” US #65
- 01/1991 – „L.I.A.R.”